# Dynamiques de la société civile
Les Dynamiques de la société civile sont un rassemblement de syndicats, d'associations et d'individus, crée pendant les manifestations de 2019 en Algérie dans une rencontre le 15 juin 2019,, proposant une coordination avec d'autres coalitions de la société civile algérienne afin de fondamentalement réorganiser la structure de l'état algérien,. Le Collectif de la société civile pour une transition démocratique et pacifique, établi le 27 avril 2019, est l'une des composantes principales des Dynamiques, comportant lui-même 28 associations dont la LADDH, le RAJ, le réseau Wassila, et le CNDDC.

## But
Lyes Merabet de la Confédération des syndicats algériens (CSA) dit à propos de la deuxième rencontre des Dynamiques de la société civile, le 24 août 2019, que « le but de la rencontre est de rassembler des acteurs de la société civile, des partis politiques (à l'exception de ceux qui ont prêté allégeance à l'ancien président de la République) et des personnalités crédibles dans un même espace afin de réfléchir ensemble sur la possibilité de sortir avec une feuille de route consensuelle .»

## Fondation et composition
Le Collectif de la société civile pour une transition démocratique et pacifique se déclare publiquement le 27 avril 2019, composé de 28 associations, dont la Ligue algérienne pour la défense des droits de l'homme (LADDH), la Ligue algérienne des droits de l'homme (LADH), le Rassemblement actions jeunesse (RAJ), le réseau Wassila, et le Comité national pour la défense des droits des chômeurs (CNDDC). La rencontre fondatrice des Dynamiques de la société civile a lieu quelques semaines plus tard, le 15 juin 2019, en tant que réunion de la société civile. L'initiative des Dynamiques est, à ce moment, signé par le Collectif de la société civile pour une transition démocratique et pacifique.
Le réseau Wasilla des organisations féministes se retire de la réunion du 15 juin, jugeant que l'initiative « « ne pose pas clairement et sans ambiguïté ce principe politique fondamental et non négociable » de l’égalité entre hommes et femmes. »
Parmi les composantes des Dynamiques de la société civile sont la Confédération des syndicats algériens (CSA), dont 15 syndicats autonomes membres de la CSA, les « Ordres professionnels médicaux », la FOREM créée par Mostefa Khiati, la Société algérienne de médecine générale, le Snapo, le Rassemblement actions jeunesse (RAJ), El Baraka, El Irshad wa el-Islah et Notre Algérie Bâtie sur de Nouvelles Idées (NABNI) et le Forum de la société civile.

## Relation avec d'autres coalitions
Les Dynamiques de la société civile prétendent coordonner avec les Forces du pacte de l'Alternative démocratique du 26 juin 2019,, les Forces du changement du 6 juillet coordonnées par Abdelaziz Rahabi, et des individus dont Abdelhouahab Fersaoui du Rassemblement actions jeunesse (RAJ) et Hakim Addad.
Elles sont sans lien avec l'Instance de dialogue et de médiation, un panel de treize personnes dirigé par Karim Younes, qui était censé faire de la médiation entre le pouvoir et le Hirak. Lyes Merabet de la CSA a commenté en août que ce panel aurait pu « être complémentaire » aux travaux des Dynamiques.

## Actions
Une rencontre de suite des Dynamiques de la société civile a été prévue pour le 17 août 2019 suivant la rencontre initiale du 15 juin, mais les lenteurs administratives ont obligé un report jusqu'au 24 août, lorsque la rencontre a eu lieu.
Fin octobre 2019, le Collectif de la société civile appelle à une forte participation à la marche du Hirak du 1er novembre, symbole du début de la révolution algérienne, à la libération des prisonniers politiques du Hirak et au respect par les autorités des libertés individuelles et de la presse. Il rejette l'élection présidentielle prévue en décembre.
Le 11 novembre 2019, lors d'une réunion des représentants des composantes des Dynamiques, une troisième rencontre pour suivre celle du 24 août est planifiée, selon Boualem Amoura, président du Syndicat national des travailleurs de l’éducation et de la formation (Satef).